# Ophiocordyceps unilateralis
Ophiocordyceps unilateralis, comumente conhecido como fungo zumbi de formiga, é um fungo patogênico de insetos, descoberto pelo naturalista britânico Alfred Russel Wallace em 1859. Formigas infectadas pelo fungo Ophiocordyceps unilateralis, conhecidas como "formigas zumbis", são encontradas predominantemente em florestas tropicais.
Esse fungo prospera em ambientes quentes e úmidos, ideais para seu crescimento e reprodução, embora também possa ser encontrado em florestas de clima quente e temperado. Seu principal alvo são formigas da tribo Camponotini, especialmente as formigas-carpinteiras (gênero Camponotus).
O. unilateralis infecta formigas dessa tribo e provoca uma alteração profunda em seu comportamento. As formigas deixam o dosse da floresta e suas trilhas de forrageamento para descer ao solo, onde a temperatura e umidade favorecem o desenvolvimento do fungo. Lá, fixam-se com as mandíbulas à parte inferior de folhas, geralmente em uma veia principal, permanecendo nesse local até a morte. Esse processo, que leva de 4 a 10 dias, culmina com a fase reprodutiva do fungo, em que estruturas chamadas corpos frutíferos emergem da cabeça da formiga, rompendo-se para liberar esporos.
O. unilateralis, por sua vez, também pode ser infectado por outros fungos, o que pode limitar seu impacto sobre as populações de formigas — populações essas que, de outra forma, poderiam ser gravemente afetadas.
Sabe-se que Ophiocordyceps unilateralis e espécies relacionadas realizam um metabolismo secundário ativo, responsável, entre outros fatores, pela produção de substâncias antibacterianas que protegem o fungo e seu hospedeiro contra novas infecções durante a reprodução. Devido a esse metabolismo, as espécies tem despertado o interesse de químicos de produtos naturais, com a descoberta de pequenos compostos bioativos (como os policetídeos), com potencial para uso como agentes imunomoduladores, antimicrobianos e anticancerígenos em humanos.

## Taxonomia

### CordycepsvsOphiocordyceps
Historicamente, houve confusão na distinção entre os gêneros Cordyceps e Ophiocordyceps. Durante muito tempo, debates ocorreram sobre qual gênero pertencia o chamado "fungo zumbi de formiga" (entre outros), já que Ophiocordyceps só foi formalmente estabelecido mais recentemente.
O gênero Cordyceps compreende mais de 400 espécies, anteriomente classificadas na família Clavicipitaceae, dentro da ordem Hypocreales. Essa classificação era baseada em características morfológicas, como ascósporos filiformes e ascos cilíndricos. Quando os Cordyceps foram descritos pela primeira vez, ainda não havia evidências suficientes para justificar a criação do gênero Ophiocordyceps.
No entanto, em 2007, novos dados moleculares significativos permitiram uma reorganização da família Clavicipitaceae. Descobriu-se que, na verdade, ela compreendia três famílias monofiléticas distintas: Clavicipitaceae, Cordycipitaceae e Ophiocordycipitacee.
Estudos de filogenética molecular contradisseram a classificação anterior e transferiram para a nova família Ophiocordycipitaceae todas as espécies de Cordyceps que formavam um grupo-irmão com Tolypocladium. Entre essas espécies estavam os fungos que parasitam formigas, como Cordyceps unilateralis, que foi reclassificado como Ophiocordyceps unilateralis.
Após essa reclassificação, múltiplas características passaram a ser associadas à família Ophiocordycipitaceae, como a produção de estromas escuros pigmentados, variando de rígidos a flexíveis.

### Ophiocordyceps unilateralis sensu lato
O nome científico do fungo às vezes é apresentado como Ophiocordyceps unilateralis sensu lato, expressão que significa "em sentido amplo", pois a espécie, na realidade, representa um complexo de diversas espécies dentro de O. unilateralis.
A utilização desse termo tem ganhado importância crescente. Em 2011, foi levantada a hipótese de que o chamado "fungo zumbi de formiga" poderia, na verdade, constituir um complexo de espécies específicas do hospedeiro — ou seja, cada espécie de O. unilateralis seria capaz de infectar e manipular com sucesso apenas uma espécie de formiga hospedeira. Essa especificidade pode ter contribuído para o isolamento reprodutivo entre os fungos, levando, por consequência, à especiação.
Em seguida, um estudo realizado no Brasil identificou, por meio de comparação morfológica de ascósporos, processos de germinação e morfologias assexuadas, quatro espécies distintas de  Ophiocordyceps. Posteriormente, três novas espécies foram descritas na Amazônia brasileira, seis na Tailândia e uma no Japão.
Mais recentemente, em 2018, outras 15 espécies de O. unilateralis foram descritas com base em critérios taxonômicos tradicionais e dados macromorfológicos, com foco especial na morfologia dos ascósporos e nas estruturas assexuadas. A análise dessas morfologias permitiu distinguir dois clados principais compostos principalmente por espécies associadas a formigas, denominados "clado central O. unilateralis" e "subclado O. kniphofioides".
Análises adicionais foram realizadas utilizando diferentes conjuntos de características. Entre as morfológicas, incluíram-se tanto características macroscópicas (por exemplo, o estroma único típico que emerge do pronoto dorsal do hospedeiro, e o ascoma — peritécio — que se desenvolve a partir do estroma) quanto características microscópicas (como o tamanho, a forma, a septação e o padrão de germinação dos ascósporos). Além disso, foram incorporadas variáveis como a espécie hospedeira e o local da "mordida fatal".
Esse estudo morfológico resultou na identificação de 15 novas espécies: 14 pertencentes ao clado central e uma ao subclado. Também se observou que as espécies do subclado O. kniphofioides são especializadas em formigas neotropicais, enquanto as do clado central têm como alvo preferencial espécies de da tribo  Camponotini.
Espécies dentro do clado central O. unilateralis descritas em 2018
- O. albacongiuae[3]
- O. blakebarnesii[3]
- O. camponoti-atricipis[3]
- O. camponoti-balzani[3]
- O. camponoti-bispinosi[3]
- O. camponoti-chartificis[3]
- O. camponoti-femorati[3]
- O. camponoti-floridani[3]
- O. camponoti-hippocrepidis[3]
- O. camponoti-indiani[3]
- O. camponoti-leonardi[3]
- O. camponoti- melanótico[3]
- O. camponoti-nidulantis[3]
- O. camponoti-novogranadensis[3]
- O. camponoti-renggeri[3]
- O. camponoti-saundersi[3]
- O. halabalaensis[3]
- O. kimflemingiae[3]
- O. naomipierceae[3]
- O. ootakii[3]
- O. polyrhachis-furcata[3]
- O. pulvinata[3]
- O. rami[3]
- O. satoi[3]

Espécies dentro do subclado O. kniphofioides descritas em 2018
- O. daceti[3]
- O. kniphofioides[3]

## Morfologia

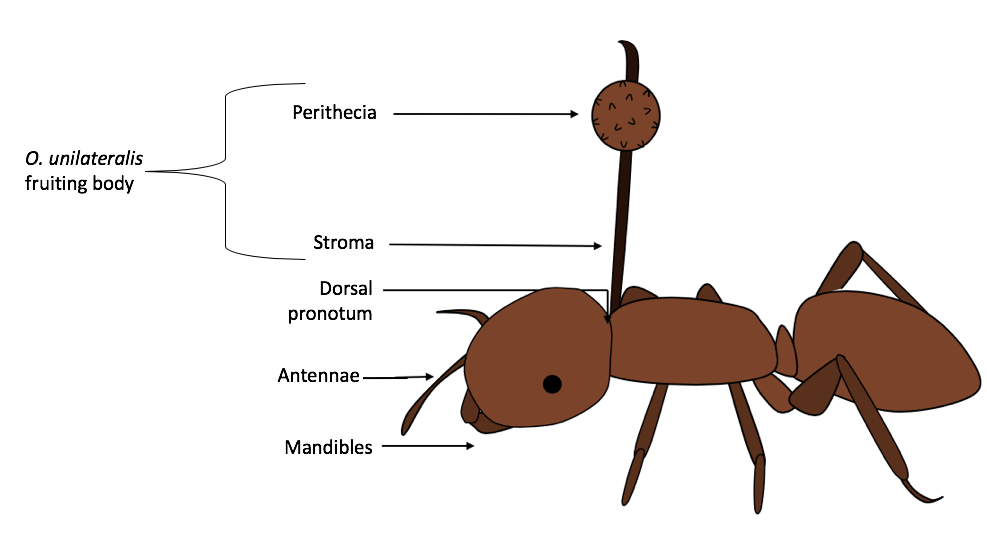
Representação esquemática de Ophiocordyceps unilateralis crescendo a partir de uma formiga hospedeira infectada

### Morfologia típica
O fungo da formiga zumbi é facilmente identificável quando sua estrutura reprodutiva se torna aparente em seu hospedeiro morto, geralmente uma formiga carpinteira. No final do seu ciclo de vida, O. unilateralis normalmente gera um estroma único, rijo, porém flexível, de pigmentação escura, que surge da região do pronoto dorsal da formiga quando esta morre. Além disso, peritécios, a estrutura sexual portadora de esporos, podem ser observados no caule, logo abaixo de sua ponta.  Este complexo forma o corpo de frutificação do fungo.
A maioria das espécies dentro do complexo de espécies O. unilateralis sl tem um morfo sexual ( teleomorfo ) e um assexuado ( anamorfo ). Elas são diferentes em termos de função e características. Geralmente, os morfos assexuados identificados para Ophiocordyceps são Hirsutella e Hymenostilbe, dois gêneros de fungos que se reproduzem assexuadamente.

### Variação morfológica
As espécies de O. unilateralis apresentam variações morfológicas que certamente se devem à sua ampla distribuição geográfica, do Japão às Américas. Além disso, foi levantada a hipótese de que suas variações morfológicas também podem ser resultado de uma espécie de fungo maximizando sua infecção em uma espécie específica de formiga hospedeira (infecções específicas do hospedeiro). Diferentes subespécies de formigas podem ocorrer na mesma área, o que significa que, para coexistir, elas precisam ocupar nichos ecológicos diferentes. Consequentemente, os fungos podem ter evoluído ao nível da subespécie para maximizar a sua aptidão.

#### Características morfológicas do clado centralde O. unilateralis
O clado central O. unilateralis, conforme descrito em 2018, tem características morfológicas distintas. Apresenta um único estroma com uma forma assexuada de Hirsutella, que surge da região dorsal do pescoço da formiga morta e produz um peritécio marrom escuro preso ao seu caule. Essas espécies também são reconhecíveis pelas espécies hospedeiras que infectam, que são apenas espécies de Camponotini. Uma vez que o hospedeiro é morto pelo fungo, ele é comumente encontrado fixado através de suas mandíbulas nas superfícies das folhas.

#### Características morfológicas do subcladoO. kniphofioides
O subclado O. kniphofioides, conforme descrito em 2018, também possui características morfológicas distintas. Suas espécies produzem um estroma que cresce lateralmente a partir do tórax do hospedeiro, o que gera um ascoma alaranjado. Além disso, espécies dentro deste subclado compartilham uma morfologia assexuada de Hirsutella. Quanto ao clado central, essas espécies também são reconhecíveis pelos hospedeiros que infectam, que geralmente são espécies de formigas neotropicais. O subclado não apresenta o mesmo fenótipo estendido com o famoso "aperto mortal" que as espécies O. unilateralis normalmente exibem. Seus hospedeiros geralmente morrem na base de grandes árvores na floresta amazônica, entre os tapetes de musgo.

## Vida útil
Nas florestas tropicais, a espécie de formiga Camponotus leonardi vive no alto das copas das árvores e possui uma extensa rede de trilhas aéreas. Às vezes, as brechas no dossel são muito difíceis de atravessar, então as trilhas das formigas descem até o solo da floresta, onde ficam expostas aos esporos de O. unilateralis. Os esporos se fixam aos seus exoesqueletos e eventualmente os rompem usando pressão mecânica e enzimas. Como outros fungos patogênicos para insetos do gênero Ophiocordyceps, o fungo tem como alvo uma espécie hospedeira específica, Camponotus leonardi; apesar disso, o fungo pode parasitar outras espécies de formigas intimamente relacionadas com menores graus de manipulação do hospedeiro e sucesso reprodutivo.
Os estágios de levedura do fungo se espalham no corpo da formiga e provavelmente produzem compostos que afetam o hemocele da formiga, usando a característica evolutiva de um fenótipo estendido para manipular os padrões comportamentais exibidos pela formiga.  Uma formiga infectada apresenta convulsões irregulares por todo o corpo que a deslocam do seu ninho na copa para o solo da floresta.
As mudanças no comportamento das formigas infectadas são muito específicas, dando origem ao termo popular "formigas zumbis". Os comportamentos são ajustados em benefício do fungo em termos de crescimento e transmissão, aumentando assim sua aptidão. A formiga sobe no caule de uma planta e usa suas mandíbulas com força anormal para se prender a uma nervura da folha, deixando marcas em forma de halteres nela. As formigas geralmente se prendem à nervura de uma folha a uma altura de 26 cm acima do solo da floresta,  no lado norte da planta, em um ambiente com 94–95% de umidade e temperaturas de 20 °C (68 °F) a 30 °C (86 °F). As infecções podem levar a 20 a 30 formigas mortas por metro quadrado. Quando as formigas mortas são movidas para outros locais e posições, o crescimento vegetativo e a esporulação não ocorrem ou resultam em estruturas reprodutivas subdimensionadas e anormais.  Nas florestas temperadas, o comportamento típico das formigas zumbis é fixar-se na parte inferior dos galhos, não nas folhas.
Uma pesquisa em bancos de dados de fósseis de plantas revelou marcas semelhantes em uma folha fóssil do Poço de Messel, que tem 48 milhões de anos.   Uma vez que as mandíbulas da formiga estão presas à nervura da folha, a atrofia se instala rapidamente, destruindo as conexões do sarcômero nas fibras musculares e reduzindo as mitocôndrias e o retículo sarcoplasmático. A formiga não consegue mais controlar os músculos da mandíbula e permanece fixa no lugar, pendurada de cabeça para baixo na folha. Essa característica do trismo é popularmente conhecida como aperto mortal e é essencial no ciclo de vida do fungo. Um estudo conduzido na Tailândia revelou que há uma sincronização desse comportamento de mordida manipulado ao meio-dia solar.
O fungo mata então a formiga e continua a crescer à medida que suas hifas invadem mais tecidos moles e fortalecem estruturalmente o exoesqueleto da formiga.  Mais micélios então brotam da formiga, ancorando-a com segurança ao substrato da planta enquanto secretam antimicrobianos para evitar a competição.  Quando o fungo está pronto para se reproduzir, seus corpos frutíferos crescem da cabeça da formiga e se rompem, liberando os esporos. Este processo demora de 4 a 10 dias.  Formigas mortas são encontradas em áreas denominadas "cemitérios", que contêm altas densidades de formigas mortas previamente infectadas pelo mesmo fungo.
O termo "formigas zumbis" tem sido usado na mídia popular, bem como em artigos científicos, mas também foi descrito como "cativante, mas enganoso".

## Produtos naturais

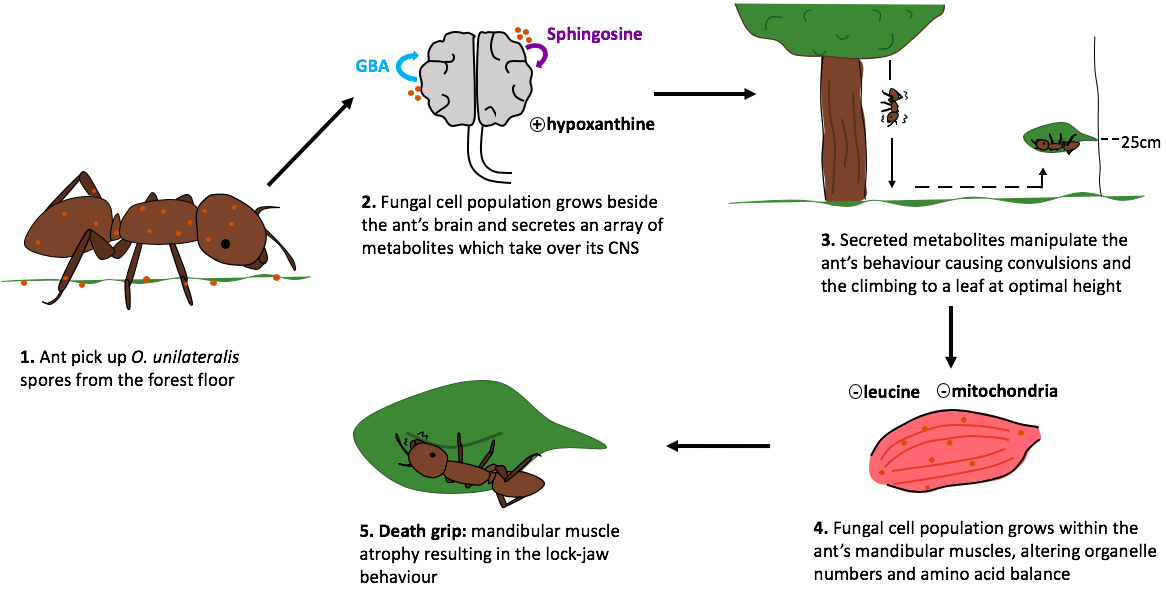
Representação esquemática da manipulação comportamental da formiga causada por produtos naturais secretados por O. unilateralis

O ciclo de vida de O. unilateralis inclui e depende da infecção e da manipulação de uma formiga carpinteira, principalmente C. leonardi. A manipulação comportamental da formiga, que dá origem ao nome "formiga-zumbi", é um fenótipo estendido do fungo. Ela afeta primeiro o comportamento da formiga por meio de convulsões que a fazem cair de seu ninho no alto da copa para o solo da floresta. A isto segue-se o controlo do fungo sobre a subida da formiga e o bloqueio da sua mandíbula (e subsequente morte) numa folha a cerca de 25 centímetros acima do solo, o que se pensa ser a altura ideal para o crescimento e dispersão dos esporos fúngicos.
Ao longo do ciclo de vida, desafios únicos devem ser enfrentados por atividades metabólicas igualmente únicas. O fungo patogênico deve aderir firmemente ao exoesqueleto do artrópode e penetrá-lo — evitando ou suprimindo as defesas do hospedeiro — e, em seguida, controlar o comportamento do hospedeiro antes de matá-lo; e, finalmente, deve proteger a carcaça de ataques microbianos e de necrófagos.
A manipulação comportamental da formiga não seria possível sem a presença de enormes populações de células fúngicas ao lado do cérebro do hospedeiro e dentro dos músculos porque estas levam à secreção de vários metabólitos que se sabe terem consequências comportamentais importantes. Durante a infecção, o parasita se depara com uma série de ambientes, como diferentes tecidos do hospedeiro ou a resposta imune. Estudos demonstraram que O. unilateralis reage de forma heterogênea, secretando diferentes metabólitos de acordo com o tecido hospedeiro que encontra e se estão vivos ou mortos. A identificação desses produtos naturais é importante para entender quais aspectos das formigas estão sob controle e, consequentemente, como O. unilateralis manipula a formiga.
1. Fixação dos esporos de O. unilateralis no exoesqueleto da formiga: O primeiro obstáculo que O. unilateralis precisa superar para que ocorra uma infecção bem-sucedida é aderir-se à cutícula da formiga e então penetrá-la. Para isso, as hifas do fungo perfuram o exoesqueleto utilizando enzimas como quitinase, lipase e protease, combinadas com pressão mecânica.[6]
2. Convulsões e comportamento de escalada: Após a entrada do fungo na formiga, ele se propaga, e células fúngicas são encontradas próximas ao cérebro do hospedeiro. Quando a população fúngica atinge um tamanho suficiente, o fungo secreta compostos e assume o controle do sistema nervoso central (SNC), o que lhe permite manipular a formiga para que ela desça até o solo da floresta e suba na vegetação.[9]Dois compostos candidatos, esfingosina e ácido guanidinobutírico (GBA), foram identificados como responsáveis pela manipulação do cérebro do hospedeiro. Ambos os compostos são conhecidos por estarem envolvidos em diversos distúrbios neurológicos. No entanto, mais pesquisas são necessárias para determinar se outros metabólitos fúngicos interagem com o cérebro do hospedeiro para causar níveis elevados de esfingosina e GBA.[9]Alguns estudos identificaram outro composto, hipoxantina, presente em altas concentrações extracelulares. A hipoxantina apresenta efeitos deletérios sobre tecidos neurais do córtex cerebral, o que, no contexto das formigas zumbis, pode indicar um meio pelo qual o fungo altera os neurônios motores da formiga, afetando consequentemente seu comportamento.[13]
3. Mordida mortal: A famosa "mordida mortal" exibida pela formiga também é resultado da manipulação induzida pelo fungo. Esse comportamento consiste em a formiga infectada travar suas mandíbulas em uma folha (isto é, mordê-la) com tanta força que impede sua queda enquanto morre pendurada de cabeça para baixo, possibilitando assim o crescimento adequado do corpo de frutificação do fungo.[14] Esse fenômeno pode ser resultado da atrofia dos músculos mandibulares da formiga causada pela secreção de compostos fúngicos. Em diversos estudos, populações de células fúngicas foram encontradas dentro dos tecidos musculares mandibulares atrofiados. Essas células fúngicas estão interconectadas por túbulos anastomosados. Pesquisadores propuseram que essas redes fúngicas hiperconectadas podem indicar uma cooperação entre células fúngicas para controlar as ações dos músculos mandibulares da formiga.[15]

 Outra hipótese comum entre os pesquisadores é que células fúngicas infiltram-se entre as fibras musculares e então secretam substâncias químicas que causam a atrofia muscular.Reduções significativas na concentração de leucina e no número de mitocôndrias foram identificadas em formigas infectadas. O déficit de leucina impede a regeneração muscular, pois esse aminoácido é um regulador nutricional da síntese de proteínas musculares. A diminuição das mitocôndrias resulta em uma queda nos níveis de energia e cálcio devido à escassez de ATP e de retículo sarcoplasmático, que fornece cálcio para a ligação entre actina e miosina, essencial para a contração muscular.
Pesquisas mais aprofundadas são necessárias para a identificação de outros compostos fúngicos que agem na atrofia dos músculos mandibulares e para a compreensão de seus efeitos exatos sobre a formiga.

### Os produtos naturais são específicos do hospedeiro
Os efeitos do O. unilateralis no hospedeiro variam de acordo com a espécie hospedeira. As espécies de formigas que normalmente são encontradas infectadas na natureza exibem um comportamento manipulado, enquanto as espécies que normalmente não são infectadas são mortas pela infecção, mas seu comportamento não é alterado. Isso provavelmente se deve à natureza heterogênea do fungo, que secreta diferentes metabólitos de acordo com a espécie hospedeira.

## Distribuição geográfica e primeira aparição conhecida
Muitos estudos descrevem a distribuição de Ophiocordyceps unilateralis como pantropical, uma vez que ocorre principalmente em ecossistemas de florestas tropicais. No entanto, existem alguns relatos do fungo formiga zumbi em ecossistemas temperados quentes.
Sua distribuição inclui florestas tropicais úmidas localizadas no Brasil, Austrália e Tailândia, e florestas temperadas encontradas na Carolina do Sul, Flórida e Japão.
Um fóssil de 48 milhões de anos de um caule de folha exibindo marcas em forma de haltere, características daquelas feitas por uma formiga na garra mortal de Ophiocordyceps unilateralis, foi descoberto na mina de Messel (Alemanha).

## Efeito hospedeiro
Quando as formigas infectadas por O. unilateralis morrem, elas se localizam principalmente em regiões que contêm uma alta densidade de formigas que foram previamente manipuladas e mortas. Essas áreas são denominadas "cemitérios" e podem ter de 20 metres (66 ft) a 30 metres (98 ft) de alcance, com uma densidade local de formigas mortas possivelmente superior a 25 m² (269 ft²).
A densidade de formigas mortas dentro desses cemitérios pode variar de acordo com as condições climáticas. Isso significa que condições ambientais como umidade e temperatura podem influenciar os efeitos ' O.unilateralis na população hospedeira.  De fato, estudos têm descrito padrões sazonais na densidade de formigas mortas previamente infectadas, com aumento durante a estação chuvosa e diminuição durante a estação seca. Acredita-se que grandes eventos de precipitação no início e no final da estação chuvosa estimulam o desenvolvimento de fungos, o que leva à liberação de mais esporos e, em última análise, à infecção e morte de mais indivíduos.

## Potencial medicinal
Os ofiocordyceps são conhecidos no mundo farmacêutico por serem um grupo medicamente importante. Os fungos O. unilateralis produzem vários metabólitos secundários conhecidos, bem como diversas substâncias estruturalmente não caracterizadas. Esses produtos naturais estão sendo investigados como potenciais pistas em esforços de descoberta de alvos imunomoduladores, antitumorais, hipoglicêmicos e hipocolesterolêmicos.
Em uma espécie de Ophiocordyceps dentro das cigarras japonesas, o Ophiocordyceps substitui as bactérias simbióticas dentro das cigarras para ajudar o hospedeiro a processar a seiva como nutrientes, ao contrário de outras espécies relacionadas, como o Ophiocordyceps sinensis, que é um reforço imunológico tradicional e tratamento do câncer na cultura tibetana e chinesa.

### Derivados da naftoquinona
Derivados de naftoquinona são um exemplo de metabólito secundário com importantes potenciais farmacêuticos produzidos por O. unilateralis. Seis derivados conhecidos da naftoquinona foram isolados de O. unilateralis, nomeadamente eritrostominona, desoxieritrostominona, 4- O -metil eritrostominona, epieritrostominol, desoxieritrostominol e 3,5,8-tri-hidroxi-6-metoxi-2-(5-oxohexa-1,3-dienil)-1,4-naftoquinona, que demonstraram atividade em ensaios in vitro relacionados com a descoberta de medicamentos antimaláricos. Além de possuírem atividades antimaláricas, todos os seis metabólitos secundários demonstraram ter atividades anticancerígenas e antibacterianas.
Além disso, o uso de pigmentos de naftoquinona vermelha produzidos por O. unilateralis tem sido estudado como corante para processos de fabricação de alimentos, cosméticos e produtos farmacêuticos.  De fato, os derivados da naftoquinona produzidos pelo fungo apresentam coloração vermelha em condições ácidas e coloração roxa em condições básicas. Esses pigmentos são estáveis contra condições ácidas / alcalinas e luz e não são citotóxicos, o que os torna aplicáveis para coloração de alimentos e como corante para outros materiais. Esses atributos também o tornam um candidato principal para testes antituberculose em pacientes com TB secundária, melhorando os sintomas e aumentando a imunidade quando combinado com medicamentos quimioterápicos.

### Poliquetídeos
Em 2009, um estudo mostrou que O. unilateralis também produz policetídeos. Esses metabólitos secundários têm sido usados em antibióticos como a patulina, medicamentos para colesterol como a compactina e tratamentos antifúngicos. Também foi relatado que os policetídeos têm outros efeitos terapêuticos, como atividades antitumorais, antioxidantes e antienvelhecimento.

## Hiperparasita fúngico
O. unilateralis sofre de um hiperparasita fúngico não identificado, relatado na imprensa leiga como o "fungo antizumbi", que resulta em apenas 6–7% dos esporângios viáveis, limitando os danos que O. unilateralis causa às colônias de formigas. O hiperparasita avança para atacar O. unilateralis à medida que o caule do fungo emerge do corpo da formiga, o que pode impedir que o caule libere seus esporos.
Os cemitérios de formigas mortas são numerosos e estão espalhados por toda a área ao redor da colônia. Embora O. unilateralis seja muito virulento, apenas cerca de 6,5% de todos os corpos de frutificação são produtores viáveis de esporos. Isso é causado pelo enfraquecimento do fungo pelo hiperparasita, o que pode limitar a viabilidade dos esporos infecciosos. As formigas também se limpam para combater organismos microscópicos que podem prejudicar a colônia. Fungos adicionais também fornecem assistência benéfica à colônia.

## Adaptação de parasitas
Na dinâmica hospedeiro – parasita, tanto o hospedeiro quanto o parasita estão sob pressão seletiva: o parasita evolui para aumentar sua transmissão, enquanto o hospedeiro evolui para evitar e/ou resistir à infecção pelo parasita.

### Fenótipo estendido
Alguns parasitas evoluíram para manipular o comportamento do seu hospedeiro, a fim de aumentar a sua transmissão a indivíduos suscetíveis não infectados, aumentando assim a sua aptidão.  Essa manipulação do hospedeiro é denominada "fenótipo estendido" do parasita e é uma forma de adaptação. A manipulação da formiga hospedeira por O. unilateralis representa um dos exemplos mais conhecidos de fenótipos estendidos.
O fenótipo estendido de O. unilateralis geralmente descreve a formiga infectada deixando seu ninho de dossel e seu caminho normal de forrageamento para alcançar o solo da floresta e, posteriormente, subir até cerca de 25 centimetres (9,8 in) acima do nível do solo, uma altura considerada ideal para o crescimento de fungos devido ao seu nível de umidade e temperatura. Em seguida, ocorre um "aperto mortal" na formiga infectada quando ela atinge um local com condições ideais para o desenvolvimento fúngico post-mortem. Isso faz com que o fungo continue seu crescimento e libere esporos de fungos no solo da floresta. Esses esporos serão então encontrados pelas formigas que, quando a rota de alimentação aérea não é possível, ocasionalmente têm que descer ao nível do solo.  Portanto, O. unilateralis controla o comportamento da formiga e essa manipulação representa uma adaptação para o fungo onde a seleção natural atua sobre seus genes, aumentando a aptidão do fungo.

### Investimento somático
Alguns estudos propuseram uma teoria na qual O. unilateralis tem outra possível forma de adaptação que garante sua reprodução repetida. Isso seria crucial para as espécies O. unilateralis sl, pois elas podem produzir e liberar no ar esporos claros e de paredes finas, que são suscetíveis a condições ambientais como radiação UV e secura.
De fato, estudos sugerem que a curta viabilidade dos esporos dos fungos leva à necessidade de investimento somático (crescimento/sobrevivência) pelo parasita para sustentar o crescimento do corpo de frutificação do fungo em seu hospedeiro, permitindo assim a reprodução sucessiva. Para isso, O. unilateralis fortifica o cadáver da formiga para evitar sua decomposição, o que consequentemente garante o crescimento do corpo de frutificação. Portanto, o fungo formiga-zumbi adapta-se à curta viabilidade dos seus esporos aumentando a sua produção a partir da formiga morta.

## Adaptação do hospedeiro
Os principais hospedeiros de O. unilateralis desenvolveram comportamentos adaptativos capazes de limitar a taxa de contato entre hospedeiros suscetíveis não infectados e hospedeiros infectados, reduzindo assim o risco de transmissão, e desenvolveram formas comportamentais eficientes de imunidade social. As formigas limpam os exoesqueletos umas das outras para diminuir a presença de esporos aderidos. Além disso, as formigas podem sentir que um membro da colônia está infectado; formigas saudáveis carregam o indivíduo infectado por O. unilateralis para longe da colônia para evitar a exposição aos esporos. Há também relatos de que a maioria das formigas operárias permanece dentro dos limites do ninho; isso significaria que apenas as forrageadoras estariam em risco de infecção.
Além disso, um dos principais hospedeiros do fungo, Camponotus leonardi, forneceu evidências de que as formigas hospedeiras evitam o solo da floresta como método de defesa.  Em áreas onde O. unilateralis está presente, C. leonardi constrói seus ninhos no alto da copa das árvores e possui uma ampla rede de trilhas aéreas. Essas trilhas ocasionalmente descem até o nível do solo, onde ocorrem infecções e cemitérios, devido às brechas na copa que são muito difíceis para as formigas atravessarem. Quando as trilhas descem até o solo da floresta, seu comprimento é de apenas três a cinco metros antes de retornarem para a copa das árvores. Isso demonstra que as formigas evitam as zonas de infecção. Além disso, mais evidências contribuem a favor de que esse método de defesa seja adaptativo, pois não é observado em florestas intocadas onde o fungo formiga-zumbi não está presente.

## Na ficção
Na série de videogames The Last of Us, Ophiocordyceps unilateralis evoluiu para infectar humanos, criando inimigos semelhantes a zumbis no jogo. Além disso, no episódio dois da série de televisão de 2023 The Last of Us na HBO Max, Ophiocordyceps unilateralis é revelado como a causa primária do surto de infecção e do subsequente colapso da civilização humana. Na série, o fungo, tendo se adaptado a temperaturas mais altas devido às mudanças climáticas, assume o controle dos humanos (em oposição aos insetos) como um hospedeiro alternativo e faz com que eles exibam comportamentos erráticos, como o desejo de atacar e infectar humanos não infectados. Craig Mazin, que co-escreveu e produziu a série, disse que tudo o que a série sugere que os fungos fazem, eles sempre fizeram na vida real.
No romance de 2014 The Girl with All the Gifts, sua adaptação cinematográfica de 2016 e seu romance prequela intitulado The Boy on the Bridge, todos escritos por MR Carey, uma cepa de Ophiocordyceps unilateralis é similarmente capaz de infectar a população humana por meio da troca de fluidos corporais, levando a um mundo apocalíptico habitado por "famintos" semelhantes a zumbis que atacam os não infectados.
O romance The Genius Plague, de David Walton, embora não seja especificamente sobre essa espécie, expande a ideia de fungos influenciando animais com um fungo que invade o cérebro humano e influencia suas ações em seu benefício.
O videogame Cult of the Lamb apresenta um personagem formiga chamado Sozo, que supostamente está sob a influência de um fungo parasita de natureza semelhante ao Ophiocordyceps unilateralis. Um cogumelo cresce em sua cabeça, fazendo com que ele aja de forma errática e fique obcecado por cogumelos alucinógenos. Ao retornar ao seu covil após completar sua missão, o jogador o encontra morto no chão, com o fungo em sua cabeça dividido em dois para espalhar seus esporos.
O videogame Grounded da Obsidian Entertainment tem um tipo semelhante de infecção fúngica, conhecido como “Crescimento Fúngico”, que retrata alguns comportamentos do Ophiocordyceps unilateralis. Acredita-se que a infecção fúngica geralmente entra no hospedeiro por meio de esporos contaminados, que crescem nos corpos de insetos infectados e os tornam mais rápidos, mais fortes, com maior resistência ou capacidade de saúde, além de extremamente agressivos, mesmo entre os gorgulhos, que geralmente são uma fonte passiva e fácil de alimento para os jogadores. Ele também é extremamente inflamável, podendo explodir e liberar esporos quando os jogadores chegam muito perto, e alguns dos insetos infectados, como joaninhas e ácaros, disparam uma versão projétil de suas costas. Uma das principais chefes do jogo, a Broodmother, pode ser encontrada em um novo covil mais adiante no jogo como a BroodMother infectada, que precisa de um Moldy Hoagie para ser invocada. Você deve matá-la três vezes para derrotar a chefe completamente.
As criaturas do filme de terror sul-africano de 2021, Gaia, também são inspiradas em Ophiocordyceps unilateralis.